# ابن يعقوب (ابن يعقوب)
ابن يعقوب هي إحدى مشيخات المملكة المغربية، تتبع جغرافيا لإقليم طاطا وإداريًا لابن يعقوب. يقدر عدد سكانها بـ 2934 نسمة حسب الإحصاء الرسمي للسكان والسكنى لسنة 2004.